# Frank Frazetta

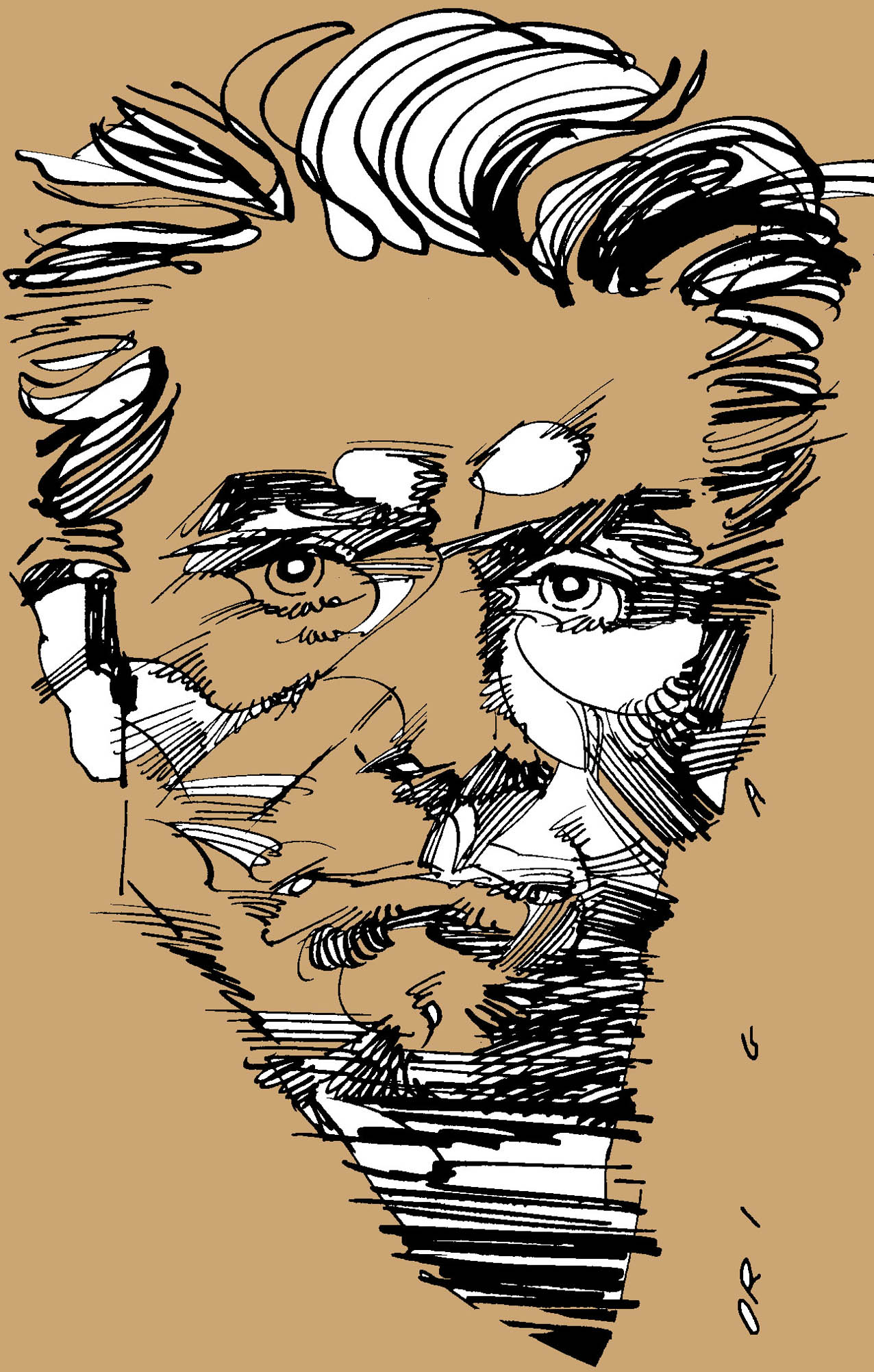
Frank Frazetta
Ritratto a pennino e china di Graziano Origa, 1997

Frank Frazetta (* 9. Februar 1928 in Brooklyn, New York City; † 10. Mai 2010 in Fort Myers, Florida) war einer der bekanntesten und einflussreichsten Fantasy- und Science-Fiction-Illustratoren. Sein Stil wurde von vielen anderen kopiert und imitiert.

## Biografie
Frazetta wuchs in seinem Geburtsort Brooklyn auf. Bereits mit acht Jahren schrieben ihn die Eltern auf Anregung eines Lehrers bei der Brooklyn Academy of Fine Arts ein. Acht Jahre lang besuchte er die Kunstschule und wurde dort von Michele Falanga, einem preisgekrönten italienischen Künstler, unterrichtet, der beeindruckt war von Frazettas offensichtlichem Talent. Er wollte Frazetta auf eigene Kosten nach Europa schicken, wo er seine Ausbildung fortführen sollte. Dieses Vorhaben wurde jedoch nach Falangas plötzlichem Tod 1944 nie umgesetzt. Als die Schule ein Jahr darauf schloss, war Frazetta gezwungen, sich seinen Lebensunterhalt selbst zu verdienen.
Mit 16 Jahren begann er, Comichefte aus verschiedenen Genres zu zeichnen: Western, Fantasy, Mystery, Historisches und andere zeitgenössische Themen. Während dieser Zeit lehnte er mehrere Jobangebote von Comic-Giganten wie beispielsweise Walt Disney ab. Anfang der 50er Jahre arbeitete er für EC Comics, DC, Avon und mehrere andere Comic-Verlage. Über seine Mitarbeit an den Titelseiten von Buck Rogers für Famous Funnies kam Frazetta zu einer Zusammenarbeit mit Al Capp an dessen Li’l-Abner-Strips. Seine Aufgabe lag vornehmlich darin, die täglichen Johnny-Comet-Geschichten zu zeichnen, er sprang aber auch von Zeit zu Zeit für Capp selbst ein. Nach neun Jahren kehrte Frazetta dazu zurück eigene Comics zu zeichnen. Da er über Jahre Capps Stil imitiert hatte, sahen die Zeichnungen in dieser Periode, in der sein eigener Stil wieder zum Durchbruch kam, manchmal etwas unbeholfen aus.
Es war schwer, eine Beschäftigung als Comiczeichner zu finden. Die Comics hatten sich während der Zeit bei Capp verändert und Frazettas Stil wirkte antiquiert. Zeitweise arbeitete er für den Playboy und zeichnete den Comic-Strip Little Annie Fanny. Im Jahre 1964 begann Frazetta Titelillustrationen für Fantasyabenteuer anzufertigen. Sein erstes Cover für Conan der Barbar wurde ein großer Erfolg – viele Leute kauften das Heft nur wegen des Covers. Von diesem Zeitpunkt an wuchs die Nachfrage nach seiner Arbeit. Er malte Cover für verschiedene Taschenbücher wie die Klassiker von Edgar Rice Burroughs, Tarzan und John Carter vom Mars. Er machte auch eine Reihe von Federzeichnungen für den Innenteil der Bücher. Seither wurden Frazettas Arbeiten kommerzieller. Er machte Illustrationen für Filmplakate, Buchcover und Kalender. Viele seiner Zeichnungen entstanden ohne Auftrag, verkauften sich aber trotzdem sehr erfolgreich.
Frazettas Arbeit wird von vielen Hollywood-Größen bewundert. Clint Eastwood und George Lucas – Fans und Freunde von Frazetta – beauftragten ihn mit Arbeiten für ihre Filmprojekte.
Seit er zu Ruhm gekommen war, hatten verschiedene Filmstudios versucht, ihn zur Arbeit an Zeichentrickfilmen zu bewegen. Die meisten boten ihm aber lediglich eine namentliche Erwähnung an, die kreative Arbeit sollte von anderen geleistet werden. Anfang der 80er Jahre bot sich ihm eine Produktion, die ihm mehr künstlerische Entfaltung ermöglichte: Mit dem bekannten Zeichentrick-Produzenten Ralph Bakshi arbeitete er zusammen an dem Film Fire and Ice, der 1983 erschien. Viele der Figuren, die in dem Film zu sehen waren, wurden von Frazetta kreiert. Der Film war ein finanzieller Misserfolg, da Frazettas Fantasy-Bildwelten mit der damaligen Tricktechnik nicht genug Ausdruck verliehen werden konnte. Er kehrte also zu seinen Wurzeln – der Malerei und Federzeichnung – zurück.
Heute sind die Werke Frazettas so begehrt, dass selbst unvollständige Bleistiftzeichnungen Höchstpreise erzielen. Einige seiner Söhne leben vom Verkauf seiner Bilder. Frazettas kommerzielle Arbeiten sind meist in Öl gemalt, aber er arbeitete auch mit Aquarellfarben, Tusche und Bleistift.
Frazetta lebte auf einem großen Anwesen in Pennsylvania. Seine Frau Eleanor „Ellie“ Frazetta (geb. Kelly) starb am 17. Juli 2009 an Krebs. Am 10. Mai 2010 erlag er in Fort Myers einem Schlaganfall.

## Ehrungen
Im Jahr 1998 wurde er von der Society of Illustrators in die „Hall of Fame“ aufgenommen.
Im Jahr 2001 erhielt Frazetta den World Fantasy Award für sein Lebenswerk. Er wurde postum 2014 in die Science Fiction Hall of Fame aufgenommen.